# Festival internacional de Cine de Valdivia de 2023
La 30ª edición del Festival Internacional de Cine de Valdivia se celebró del 9 al 15 de octubre de 2023. Tuvo lugar en distintas sedes de la ciudad de Valdivia entre las cuales destacan el Teatro Cevantes,  Teatro Lord Cochrane y las Salas Cineclub, Aula Magna y Felix Martinez de la Universidad Austral de Chile.
La inauguración de esta edición se realizó la noche del 9 de octubre en el Teatro Cevantes con la actriz Mariana Loyola y el locutor local Fernando Solís como anfitriones de la ceremonia. En ella, el festival homenajeó a once cineastas latinoamericanos (Ignacio Agüero, Sebastián Lelio, Martin Rejtman, Dominga Sotomayor, Cristóbal León, Joaquín Cociña, Claudia Huaiquimilla, Alexandra Cuesta, Kiro Russo, Juliana Antunes y Azucena Losana) con motivo de su trigésima  edición.

## Jurados

### Selección oficial Largometraje
María Aparicio, Directora de cine, premio Mejor Largometraje en FICValdivia 2022 por su obra  Sobre las nubes.
 Jerónimo Atehortúa, Director de cine, productor, guionista y crítico. 
 Paolo Moretti, Delegado
general de la Quincena de Realizadores
de Cannes, director y asesor de programación de
diversos festivales de cine e instituciones
europeas, como el Centre Pompidou,
la Filmoteca Española, la Cinemateca
Portuguesa, el Festival de Leeds, el Festival
de Roma, el Festival Internacional de La
Roche-sur-Yon y Visions du Reel. 

### Selección oficial Cortometraje latinoamericano
Carla Italiano,  Investigadora y curadora brasileña.
Programadora de los festivales Olhar de Cinema y FENDA; y coordinadora del Festival
de Cine Documental y Etnográfico de
Belo Horizonte. 
 Karina Solórzano. Crítica independiente de cine, parte del
equipo de programación de Documenta
Madrid y de FICUNAM, donde también
coordina el Foro de la Crítica Permanente.
 Miguel Ángel Gutiérrez. Editor, cineasta, novelista, crítico de cine
y programador

### Selección oficial Largometraje juvenil
Estudiantes de enseñanza media de la región de los ríos.
Josefa Mardones, estudiante de 2º medio y del Colegio Bicentenario de Música Juan Sebastián Bach de Valdivia. Aníbal Silva. Estudiante de 2º medio del Colegio Austral de Valdivia. Benjamín Tejeda, estudiante de 4° medio del Colegio Alemán de La Unión.

## Selección oficial

### En competición
Amarillo indica la película ganadora.

#### Selección oficial Largometraje
Las siguientes películas compitieron por el premio Pudu de Oro en la categoría de mejor largometraje:
| Título original                                          | Director(es)                 | País                 |
| -------------------------------------------------------- | ---------------------------- | -------------------- |
| Compartespacios                                          | Carmen Rojas Gamarra         | Perú                 |
| El que baila pasa                                        | Carlos Araya Díaz            | Chile                |
| Here                                                     | Bas Devos                    | Bélgica              |
| In Ukraine                                               | Piotr Pawlus y Tomasz Wolski | Polonia              |
| Le spectre de boko haram                                 | Cyrielle Raingou             | Camerún              |
| Malqueridas                                              | Tana Gilbert                 | Chile                |
| Mangosteen                                               | Tulapop Saenjaroen           | Tailandia            |
| Muertes y maravillas                                     | Diego Soto                   | Chile                |
| Ramona                                                   | Victoria Linares Villegas    | República Dominicana |
| The feeling that the time for doing something has passed | Joanna Arnow                 | Estados Unidos       |
| The urgency of death                                     | Lucía Seles                  | Argentina            |
| Un buen hombre                                           | Alexis Donoso                | Chile                |

#### Cortometraje Latinoamericano
| Título original                    | Director(es)                                         | País            |
| ---------------------------------- | ---------------------------------------------------- | --------------- |
| El polvo ya no nubla nuestros ojos | Colectivo Silencio                                   | Perú            |
| Example #35                        | Lucía Malandro                                       | Uruguay Cuba    |
| Ramal                              | Higor Gomes                                          | Brasil          |
| Los misterios del mundo            | Mariano Luque                                        | Argentina       |
| Mari Hi                            | Morzaniel tramari                                    | Brasil          |
| Meditaciones sobre el silencio     | Sebastián Quiroz                                     | Chile           |
| Muestrario                         | Sofía Hansen                                         | España Chile    |
| Notas para el futuro               | Karin Cuyul                                          | Chile           |
| Solo la luna comprenderá           | Kim Torres                                           | Costa Rica      |
| Sympathia                          | Fernanda Vicens F.                                   | Chile           |
| Tú me hiciste ver el cielo         | Luis Esguerra Cifuentes                              | Colombia España |
| Tudo que vi era o sol              | Leonardo Amaral, Pedro Maia de Brito y Ralph Antunes | Brasil          |

#### Largometraje juvenil
| Título original           | Director(es)                                          | País               |
| ------------------------- | ----------------------------------------------------- | ------------------ |
| Arnold is a model student | Sorayos Prapapan                                      | Tailandia Singapur |
| Scary Friend              | Takara Mineo y Naohiro Takahashi                      | Japón              |
| Knit's Island             | Ekiem Barbier, Guilhem Causse y Quentin L’helgoualc’h | Francia            |
| Levante                   | Lillah Halla                                          | Brasil Francia     |
| Tiger stripes             | Amanda Nell Eu                                        | Malasia            |
| Todos los incendios       | Mauricio Calderón Rico                                | México             |

## Muestras paralelas

### Cineastas en foco

#### Muestra 30 años
| Director                        | Película                                                    |
| ------------------------------- | ----------------------------------------------------------- |
| Martín Rejtman                  | Los guantes mágicos                                         |
| Ignacio Agüero                  | Hoy es jueves cinematográfico Sueños de hielo               |
| Juliana Antunes                 | Baronesa Trópico de Capricornio                             |
| Alexandra Cuesta                | Recordando el ayer Beirut 2.14.05                           |
| Claudia Huaiquimilla            | San Juan, la noche más larga Mis hermanos sueñan despiertos |
| Sebastián Lelio                 | Cuatro Gloria                                               |
| Azucena Losana                  | Colibrí El guaraches                                        |
| Cristóbal León y Joaquín Cociña | La casa lobo Los huesos                                     |
| Kiro Russo                      | Nueva vida El gran movimiento                               |
| Dominga Sotomayor               | De jueves a domingo Debajo                                  |

### Muestra cine contemporáneo
| Director         | Película                                                          |
| ---------------- | ----------------------------------------------------------------- |
| Pedro Costa      | As filhas do fogo                                                 |
| Aki Kaurismäki   | Fallen Leaves                                                     |
| Alice Rohrwacher | La Chimera                                                        |
| Martín Rejtman   | La práctica                                                       |
| Angela Schanelec | Músic                                                             |
| Wim Wenders      | Perfect Days                                                      |
| Vadim Kostrov    | Still free                                                        |
| Guillaume Brac   | Un pincement au coeur                                             |
| Damien Manivel   | L'ille                                                            |
| Jean-Luc Godard  | Film announce du film. Qui n'existera jamais: «Droles de guerres» |
| Radu Jude        | Do not expect too much from the end of the world                  |

### Muestra de cine chileno
| Director                        | Película            |
| ------------------------------- | ------------------- |
| Cristóbal León y Joaquín Cociña | Cuaderno de nombres |
| Felipe Gálvez                   | Los Colonos         |
| Ernesto Díaz Espinoza           | El puño del cóndor  |
| Cristián Sánchez                | Voy y vuelvo        |
| Ernesto Díaz Espinoza           | El puño del cóndor  |